# عقد لمفية مساريقية
العُقَدُ اللِّمْفِيَّةُ المَساريقِيَّة هي واحدة من ثلاث مجموعات رئيسية من العقد الليمفاوية المساريقية العلوية وتكمن بين طبقات المسراق. ويتراوح عددهم بين مائة ومائة وخمسون، وكمجموعتين رئيسيتين هم:
- مجموعة العقد اللمفية المعوية القولونية، تقع بالقرب من جدار الأمعاء الدقيقة عند التفرع الأخيرللشريان المساريقي العلوي.
- المجموعة الأخرى للعقد اللمفية المساريقية القولونية تقع بالقرب من تفرعات الأوعية.

## صور إضافية

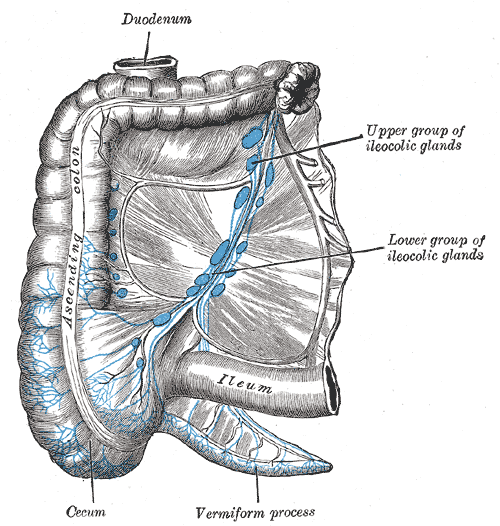
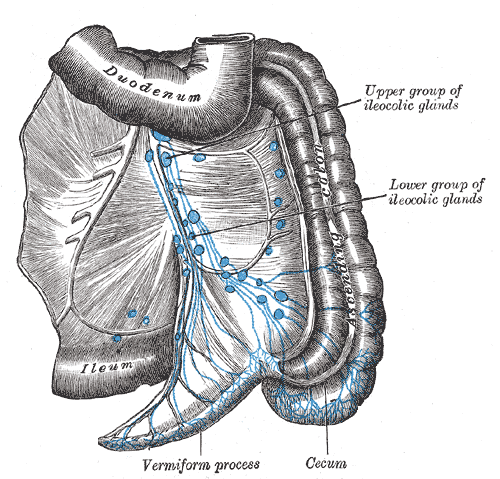